# Новокостянтинівка (Баштанський район)
Новокостянти́нівка — село в Україні, у Вільнозапорізькій сільській громаді Баштанського району Миколаївської області. Населення становить 137 осіб. До 2018 року орган місцевого самоврядування — Новоюр'ївська сільська рада.

## Уродженці
- Коваленко Володимир Михайлович (1928—1991) — український вчений-гідроаеромеханік.
- Кучеровський Володимир Володимирович (1928—1991) — український хормейстер, диригент, композитор, педагог.